# بني يهودا (هضبة الجولان)
بني يهودا هي مستوطنة إسرائيلية وموشاف تقع في جنوبي هضبة الجولان، تحت إدارة إسرائيل. بنيت الموشاف في عام 1972 وتقع ضمن الاختصاص البلدي لمجلس الجولان الإقليمي. يعتبر المجتمع الدولي المستوطنات الإسرائيلية في هضبة الجولان غير قانونية بموجب القانون الدولي، لكن الحكومة الإسرائيلية ترفض ذلك. في 2019 بلغ عدد سكانها 1,085.

## التاريخ

### العصر العثماني
في شتاء 1885، شكل أعضاء من اليشوب القديم في صفد جمعية بيت يهودا واشتروا 15,000 دونم من الأرض من قرية الرمثانية في وسط الجولان. بسبب المصاعب المالية وصعوبة في الحصول على «كوشان» (صك عثماني لملكية الأراضي) هجر الموقع بعد عام واحد. بعد ذلك بوقت قصير، اجتمعت الجمعية مجدداً واشترت 2,000 دونم من الأرض من قرية بئر الشقوم عند المنحدرات الغربية للجولان.
في عام 1890، بنيت ستة منازل بمساعدة أحباء صهيون من لندن. وفي عام 1906 بلغ عدد السكان 33، ومساحة الأرض 3,500 دونم (3.5 كم2) لم ينجح مخطط لهاشومير من أجل توطين المزيد من المزارعين عام 1913. هرب اليهود في أعقاب انتفاضة موسم النبي موسى 1920. وكان آخر من غادر هي عائلة برنشتاين، التي غادرت في 25 أبريل 1920 بعد أن هاجم عرب القرية وقتلوا اثنين من أفراد العائلة.

## القرية الحديثة
تأسست بني يهودا الحديثة عام 1972 شرق الموقع السابق من قبل عمال مركز الأبحاث النووية بالنقب والصناعات الجوية الإسرائيلية، بعد طلب من قبل الوكالة اليهودية.